# Rino Mussi
Rino Mussi (Casale Cremasco-Vidolasco, 22 gennaio 1947) è un allenatore di calcio e dirigente sportivo italiano.

## Carriera
Inizia ad allenare gli juniores della Giana Erminio nella stagione 1967-1968; allena nelle giovanili della Giana fino al 1975.
Nel 1975 conosce il presidente del Gorgonzola Livio Bolis e per 10 stagioni è l'allenatore della squadra femminile, squadra in cui svolse anche la funzione di factotum organizzativo con il fratello di Livio, Rino Bolis.
Con questa squadra nel 1980 ha vinto la Coppa Italia ed è arrivato secondo in classifica nel campionato di Serie A, nel quale aveva collezionato lo stesso numero di punti della Lazio CF femminile, perdendo però il titolo in seguito ad uno spareggio perso per 2-0 sul campo neutro di Viareggio.
Viene riconfermato anche per la stagione successiva, nella quale la squadra della Martesana sotto la sua guida arriva fino alle semifinali di Coppa Italia ed al terzo posto in classifica in Serie A. Viene poi riconfermato anche per l'annata seguente, nella quale la sua squadra chiude il campionato al secondo posto (a 3 punti dall'Alaska Lecce Campione d'Italia).
Rino non ha mai ottenuto con il Gorgonzola alcun patentino di allenatore, ed al passaggio dalla FIGCF alla FIGC nel 1986 non era più legittimato ad andare in panchina come allenatore. Quale dirigente tesserato per la società dove svolgeva la funzione di allenatore in seconda oppure di preparatore atletico poteva comunque andare in panchina come dirigente accompagnatore, e così ha fatto in ogni stagione dal 1967.
Nella stagione 1984-1985 è al Gessate, mentre dal 1985 al 1988 lavora come direttore sportivo per il Melzo; nella stagione 1989-1990 e nella stagione 1990-1991 è alla Giana Erminio, con cui nella seconda stagione ottiene l'ammissione al nascente campionato di Eccellenza. Successivamente passa alla Pozzuolese, dove rimane altre 2 stagioni.
Nella Fiamma Monza durante le stagioni 1993-1994 e 1994-1995 lavora come preparatore atletico nella Serie A femminile. Passa quindi all'Ambrosiana, che lascia dopo una stagione per andare alla G.E.A.S., dove rimane dal 1996 al 1998; dal 1998 al 2004 è invece all'Argentia.
Nella stagione 2016-2017 lavora come vice allenatore degli allievi del Basiano Masate, società dilettantistica milanese.

## Palmarès

### Allenatore

#### Competizioni nazionali
- Coppa Italia (calcio femminile): 1

Gorgonzola: 1980